# Mónica Fein
Mónica Fein (Luján, 3 giugno 1957) è una politica e biochimica argentina.
Sindaca di Rosario dal 2011 al 2019, dal 10 dicembre 2021 è deputata dell'Argentina.

## Biografia
Iscritta al Partito Socialista a 17 anni, Fein ha partecipato al Movimento Nazionale di Riforma come Presidente del Centro Studentesco della Scuola di Biochimica e Farmacia dell'Università Nazionale di Rosario, dove si è laureata in Biochimica. In seguito è stata segretaria del Welfare studentesco, consigliere di facoltà e segretaria dell'estensione universitaria dell'UNR.
Ha iniziato la sua formazione in Sanità pubblica presso l'Istituto Lazarte. Nel 1992 ha partecipato alla creazione del Laboratorio di Proprietà Medicinali (LEM) per la città di Rosario. Il LEM, che ha coordinato il suo sviluppo con il mondo accademico, sarebbe poi diventato un modello nazionale per la produzione pubblica di farmaci. Nel 1995 Fein è stata nominata direttrice del Dipartimento di igiene della città, dove ha promosso un controllo più attivo della sicurezza alimentare sviluppando l'Istituto alimentare, un'istituzione pioniera in Argentina nel campo dell'educazione alla sicurezza alimentare pubblica e dell'ispezione di qualità a livello locale.
Il sindaco Hermes Binner nominò Fein segretario alla Sanità pubblica nel 1997. Durante il suo mandato ha rafforzato la rete locale di medicina di base, ha concentrato gli sforzi sugli standard ospedalieri e ha lanciato il Centro di specialità mediche ambulatoriali di Rosario (CEMAR). Nel 2001 ha guidato la lista dei candidati socialisti al Consiglio comunale e ha mantenuto l'incarico fino al 2003, ricoprendo il ruolo di presidente della Commissione sanitaria.
Il sindaco Miguel Lifschitz ha nominato Fein come segretario alla Sanità pubblica. Ha quindi supervisionato la costruzione della nuova struttura di maternità Martín a punto che la sua gestione è stata riconosciuta dall'Organizzazione Mondiale della Sanità. Nel 2007 è stata eletta alla Camera dei Deputati argentina per il Fronte Civico e Sociale Progressista di Santa Fe, che guidava il caucus del Partito Socialista, e Fein è stata eletta presidente del caucus. È stata nominata segretaria della Commissione per l'azione sociale e la salute pubblica e ha fatto parte delle commissioni per il regolamento, le tasse, gli affari costituzionali, la legislazione generale, la popolazione e lo sviluppo umano e gli anziani.
Il 22 maggio 2011 è stata candidata a sindaco della città di Rosario dal Fronte Progressista, Civico e Sociale. È stata eletta il 24 luglio con il 52,2% dei voti, sconfiggendo il secondo classificato, Héctor Cavallero, con il 22% e diventando la prima donna socialista eletta sindaco nella storia dell'Argentina.
Il 14 giugno 2015 è stata rieletta sindaco di Rosario, con un totale del 30% dei voti, vincendo contro la candidata del PRO Ana Laura Martínez e il rappresentante del partito Giustizialista, Roberto Sukerman.
Nel 2019 Fein si è dimessa da sindaco di Rosario: le è succeduto Pablo Javkin.
Alle elezioni legislative del 2021 si è candidata alla camera come capolista della coalizione del Frente Amplio Progresista per la Provincia di Santa Fe, venendo eletta con il 12,25% dei voti.
Dopo lo scioglimento della coalizione nel 2023, Fein ha sfidato nelle elezioni interne di Unidos para Cambiar Santa Fe come candidata a governatore nelle elezioni provinciali, arrivando terza dietro Carolina Losada e il governatore eletto Maximiliano Pullaro.